# تولغا سيغرسي
تولغا سيغرسي (مواليد 23 مارس 1992) هو لاعب كرة قدم تركي يلعب في مركز خط الوسط المدافع في نادي أنقرة غوجو.

## وصلات خارجية
- تولغا سيغرسي على موقع الاتحاد الأوربي (الإنجليزية)
- تولغا سيغرسي على موقع اتحاد تركيا (لاعب) (الإنجليزية)
- تولغا سيغرسي على موقع قاعدة بيانات كرة القدم.إي يو (الإنجليزية)
- تولغا سيغرسي على موقع بيانات كرة القدم. دي إي (الألمانية)
- تولغا سيغرسي على موقع ناشيونال فوتبول تيمز (الإنجليزية)
- تولغا سيغرسي على موقع Soccerway.com (الإنجليزية)
- تولغا سيغرسي على موقع عالم كرة القدم.نت (الإنجليزية)
- تولغا سيغرسي على موقع AS.com (الإسبانية)